# Wilthen
Wilthen is een gemeente en plaats in de Duitse deelstaat Saksen. De gemeente maakt deel uit van de Landkreis Bautzen. De plaats telt 4.786 inwoners.
Arnsdorf ·
Bautzen ·
Bernsdorf ·
Bischofswerda ·
Burkau ·
Crostwitz ·
Cunewalde ·
Demitz-Thumitz ·
Doberschau-Gaußig ·
Elsterheide ·
Elstra ·
Frankenthal ·
Göda ·
Großdubrau ·
Großharthau ·
Großnaundorf ·
Großröhrsdorf ·
Großpostwitz ·
Haselbachtal ·
Hochkirch ·
Hoyerswerda ·
Kamenz ·
Königsbrück ·
Königswartha ·
Kubschütz ·
Lauta ·
Laußnitz ·
Lichtenberg ·
Lohsa ·
Malschwitz ·
Nebelschütz ·
Neschwitz ·
Neukirch ·
Neukirch/Lausitz ·
Obergurig ·
Ohorn ·
Ottendorf-Okrilla ·
Oßling ·
Panschwitz-Kuckau ·
Pulsnitz ·
Puschwitz ·
Räckelwitz ·
Radeberg ·
Radibor ·
Ralbitz-Rosenthal ·
Rammenau ·
Schirgiswalde-Kirschau ·
Schmölln-Putzkau ·
Schwepnitz ·
Schönteichen ·
Sohland an der Spree ·
Spreetal ·
Steina ·
Steinigtwolmsdorf ·
Wachau ·
Weißenberg ·
Wiednitz ·
Wilthen ·
Wittichenau